# موسيقى الوازا

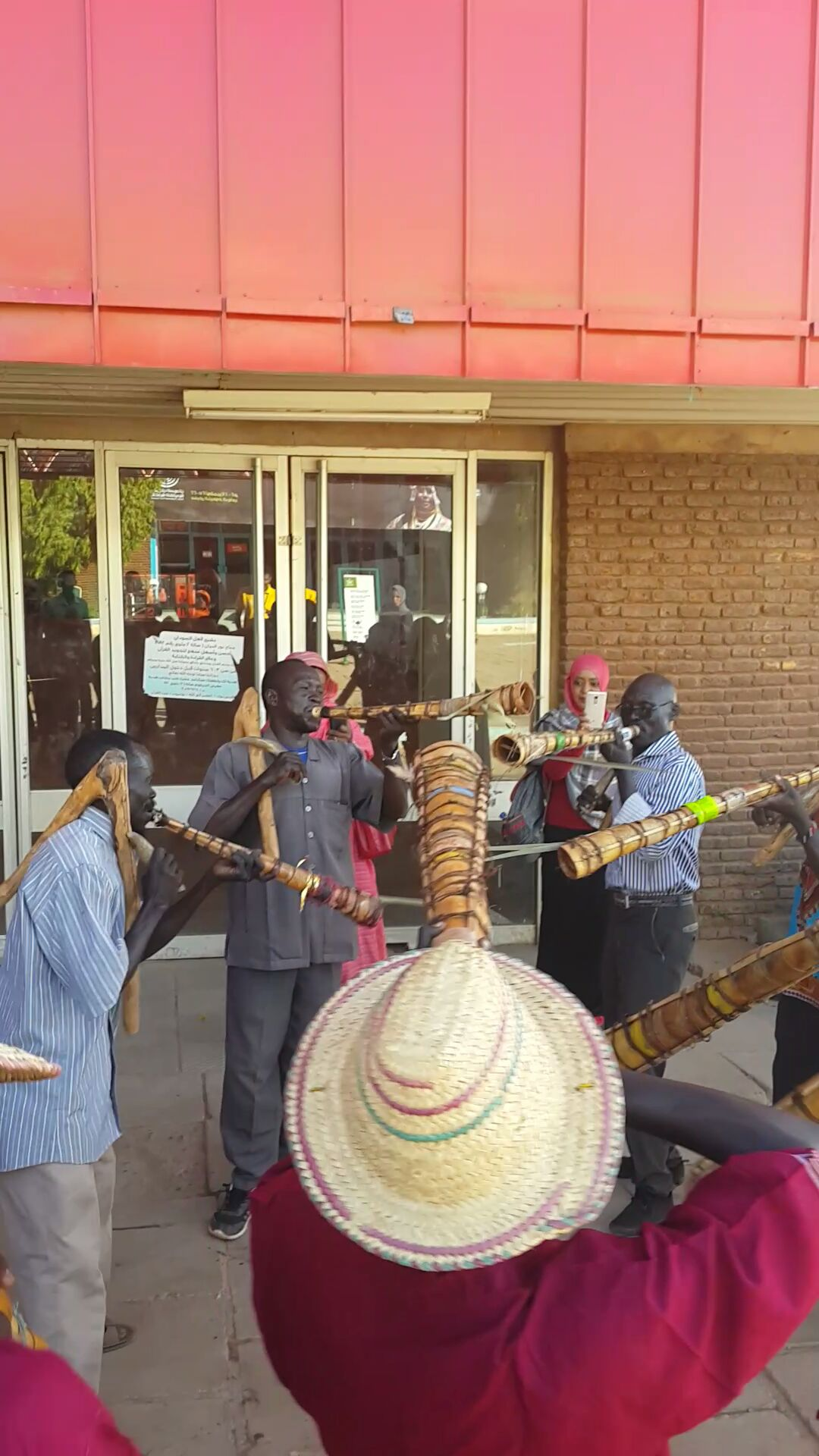
موسيقى الوازا

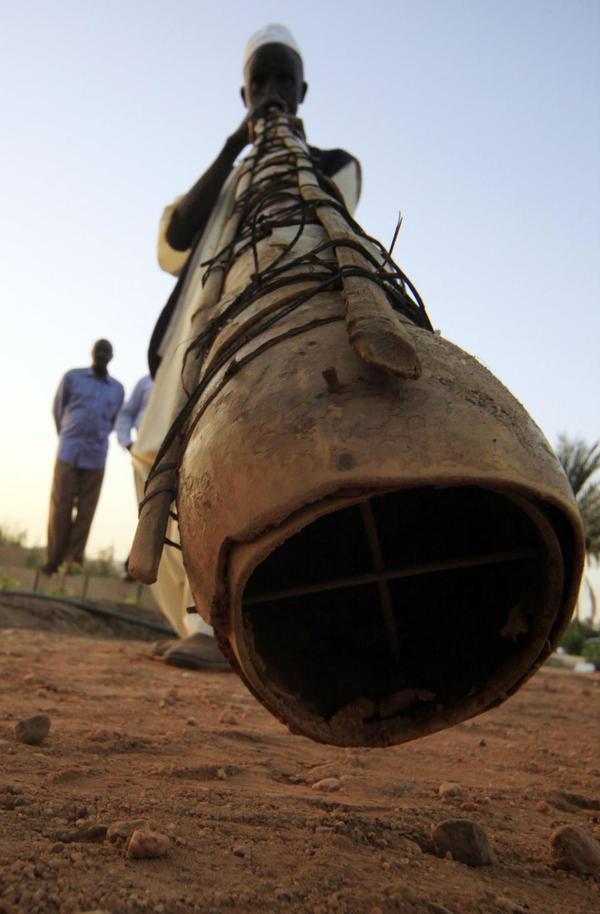
آلة الوازا بيد أحد الفنانين السودانيين البارعين وهي من الموسيقى التقليدية المعروفة في السودان

موسيقى «الوازا» التي يترنم بها إنسان إقليم النيل الأزرق تلك المنطقة التي تقع في الجنوب الشرقي للسودان، إذ تجاورها ولايات البحر الأحمر وجنوب السودان فضلا عن مجاورتها لدولة إثيوبيا.
وفي هذه المنطقة تشكل موسيقى الوازا حضورا متواترا في الأفراح وكافة المناسبات الرسمية للمسؤولين وفي الجلسات الافتتاحية للمؤتمرات.

## آلة الوازا
«الوازا» آلة موسيقية تصنع من قرون الأبقار بها ثقوب تساعدها على إصدار أنغام موسيقية رائعة عندما يمسك بها العازفون ويصدروا عبرها صفيرا تتلاقى أنغامه فيخرج لحن متناغم لهذه الآلة الموسيقية. وقد حظيت «الوازا» التي يرجع تاريخها إلى عهد مملكة الفونج الإسلامية، وهي أول دولة إسلامية تحل محل الممالك النوبية التي تراجع حضورها بعد دخول العرب للسودان.
وقبائل النيل الازرق التي تعرف بقبائل الفونج لها القدح المعلى في أن تظل موسيقى الوازا بمنطقتهم. وتواجد الأطفال ضمن المنظومة التي تعزف عليها دليل على حرصها على توريث هذا الفن الشعبي عبر العصور والأجيال.
ونجد موسيقى الوازا يصفق لأنغامها كل أهل المنطقة حتى المسؤولين منهم لا يستطيعون إخفاء طربهم أمامها.

### اعلام جماهيري
وتستخدم موسيقى الوازا كوسيلة إعلام جماهيري إذ إنها أداة للتنادي القومي إذا أرادهم زعيم القبيلة لأمر ما، فضلا عن استخدامها في أيام الحصاد. وتستخدم أيضا كضرب النحاس في بعض مناطق السودان للتعبير عن شيء ما حدث أو قد يحدث، وهي آلة الرقص في الأفراح مثلها مثل الكرنق لمناطق جبال النوبة، والمردوم في كردفان، الطمبور في الشمال، أي هي آلة موسيقية لإيقاع قومي محلي لمنطقة النيل الأزرق بقبائلها المختلفة الفونج، والانقسنا  والوطاويط.
موسيقى الوازا كغيرها من الفنون الأفريقية  حظيت باهتمام واسع من جانب هواة الفن الأفريقي من الغربيين الذين لم يخفوا إعجابهم بها فمنهم من يشد الرحال إلى النيل الأزرق لسبر غورها ومعرفة تاريخها، وفك طلاسم علاقاتها ببعض الفنون الأفريقية المشابهة لها.
مراجع
1. ↑  "موسيقى «الوازا» عزف على قرون الأبقار!". www.alittihad.ae. مؤرشف من الأصل في 2019-12-24. اطلع عليه بتاريخ 2019-12-24.
2. ↑  "دولة الفونج الإسلامية في السودان عام 1504 إلى 1821م - موسوعة التوثيق الشامل". www.tawtheegonline.com. مؤرشف من الأصل في 2019-12-24. اطلع عليه بتاريخ 2019-12-24.
3. ↑  نيوز، إرم (11 يونيو 2019). "قبيلة "الإنقسنا".. عراة السودان (فيديو إرم)". إرم نيوز. مؤرشف من الأصل في 2019-12-22. اطلع عليه بتاريخ 2019-12-24.
4. ↑   {{استشهاد ويب}}: استشهاد فارغ! (مساعدة)
5. ↑  "الفنون الافريقية ألهمت المدارس العالمية الحديثة ... في الرسم والنحت". اندبندنت عربية. 4 أكتوبر 2019. مؤرشف من الأصل في 2019-12-24. اطلع عليه بتاريخ 2019-12-24.